# 五十公野御茶屋
五十公野御茶屋（いじみのおちゃや）は新発田藩藩主溝口家の別邸、茶寮として使われた庭園。
新潟県指定有形文化財および国の名勝である。
また奉先堂公園（ほうせんどうこうえん）の名称で日本の歴史公園100選に指定されている。

## 歴史
新発田藩三代目藩主溝口宣直の時、初代藩主溝口秀勝が入封の際新発田城の完成まで仮の居所にしていた跡地に別邸を建設。明暦元年（1655年）四代目溝口重雄の時に幕府の庭方懸宗知を招いて庭園が造営され別邸を茶寮とした。
藩は会津街道を経由しての参勤交代の際、新発田城内から五十公野まで盛装をして行列し、この御茶屋にて旅装に着替えた。また藩主は家臣たちにも使用の許しを与え、家臣たちも茶会を催した。
現在の建物は、文化11年（1814年）に建てられたものである。平成11年（1999年）に復元修理された。

## 詳細
- 入場料　　無料[1]
- 開園時間　9:00 - 16:30[1]
- 休館日　　月曜日（月曜日が祝日･振替休日の場合は翌日が休み）、12月～3月[1]

## 交通
2021年4月現在の情報を掲載する。
- JR新発田駅から新潟交通観光バス 赤谷方面行（所要約15分）を利用し、「五十公野支所前」下車後、徒歩約5分[3]

## 周辺
- 旧県知事公舎記念館
- 五十公野公園